# Mary Proctor
Mary Proctor, née en 1862 à Dublin et morte le 11 septembre 1957 à Finchley, est une vulgarisatrice américaine d'astronomie. 
Bien que n'étant pas une astronome professionnelle, Proctor est connue pour ses livres et articles écrits pour le public - en particulier des fictions pour enfants.  Bien qu'elle se soit revendiquée comme américaine, il existe une liste de passagers datant de 1924 où elle mentionne sa nationalité britannique.

## Biographie

### Jeunesse
Mary Proctor est née à Dublin en Irlande, fille de Mary et Richard Proctor. La mère de Proctor décède en 1879. Son père se remarie en 1881 et sa famille émigré aux États-Unis s'installant à Saint Joseph, Missouri en 1882. 
Le père de Proctor est un vulgarisateur d'astronomie, conférencier et écrivain. En grandissant, Proctor aide souvent son père dans son travail, s'occupant de sa bibliothèque et corrigeant les épreuves de ses livres avant leur publication. Elle est diplômée du London College of Preceptors en 1898.
Le cratère Proctor sur la Lune est nommé en son honneur et Proctor sur Mars est nommé d'après son père,.

### Carrière
En 1881, Proctor aide son père à fonder et à produire un journal appelé Knowledge. Elle écrit une série d'articles sur le thème de la mythologie comparée. Après une prestation bien accueillie à l'Exposition universelle colombienne de 1893, elle se lance dans une carrière de conférencière en astronomie. Son premier livre, Stories of Starland (1898), est adopté par le Département de l'Éducation de la ville de New York. Elle travaille comme professeur d'astronomie dans des écoles privées tout en fréquentant l'Université Columbia.  

## Travaux
Proctor rédige de nombreux articles pour des journaux et des revues et publie de nombreux livres populaires. Ses articles et livres sont principalement destinés aux jeunes lecteurs, ce qui lui vaut le surnom de « l'astronome des enfants ». Ses livres sont faciles à lire, précis, informatifs et bien illustrés. Connue et respectée par de nombreux astronomes professionnels, Proctor devient membre élue de la British Astronomical Association en 1897 et de l'Association américaine pour l'avancement des sciences en 1898. En 1916, elle est élue membre de la Royal Astronomical Society.

## Publications
- Histoires de Starland, 1895.
- Soleil géant et sa famille, 1896.
- "La comète de Halley après 75 ans se précipite à nouveau vers la Terre", San Francisco Call, 23 août 1908.
- Demi-heures avec les étoiles d'été, 1911.
- Légendes des étoiles, 1922.
- Le livre des enfants des cieux, 1924.
- Soirées avec les étoiles, 1924.
- Légendes du soleil et de la lune, 1926.
- Le roman des comètes, 1926.
- La romance du soleil, 1927.
- Le roman de la lune, 1928.
- Le roman des planètes, 1929.
- Merveilles du ciel, 1931.
- Nos étoiles mois par mois, 1937
- M. Proctor et ACD Crommelin, Comètes, 1937.
- L'astronomie de tous les hommes 1939.
- Comètes, météores et étoiles filantes, 1940.